# Compagnie Marie Chouinard
La Compagnie Marie Chouinard, fondée en 1990 par la chorégraphe Marie Chouinard, est une compagnie de danse contemporaine établie à Montréal au Québec. Les installations de la Compagnie se retrouvent au 4499 avenue de l'Esplanade, dans l'arrondissement Plateau Mont-Royal à Montréal.

## Historique
Après une longue carrière solo commencée en 1978, la chorégraphe et danseuse Marie Chouinard crée sa propre compagnie de danse à Montréal en 1990. Après une série de succès locaux et internationaux, elle lance le projet de son propre lieu de création et de diffusion à Montréal. En 2007, la compagnie emménage dans l'ancienne Bibliothèque Ægidius-Fauteux à Montréal, qui était à l'origine la Bibliothèque publique juive (1953-1966), grâce à une contribution des gouvernements du Québec et du Canada de plus de $ 2 millions.

## Note
1. ↑  Journal Le Devoir du 30 janvier 2007